# 彼女は二挺拳銃
『彼女は二挺拳銃』（かのじょはにちょうけんじゅう、A Ticket to Tomahawk）は、1950年に公開されたアメリカ合衆国の映画。監督はリチャード・セイル。出演はアン・バクスターやダン・デイリーなど。製作、配給は20世紀フォックス。デビュー直後のマリリン・モンローが出演したことでも知られる。テクニカラー作品。

## キャスト
※括弧内は日本語吹替（初回放送1968年2月15日『木曜洋画劇場』）
- キット：アン・バクスター（山岡久乃）
- ジョニー：ダン・デイリー
- ダコタ：ロリー・カルホーン
- スウィーニー：ウォルター・ブレナン（田村錦人）
- チャッキー：チャールズ・ケンパー
- アデレード夫人：コニー・ギルクリスト
- サッド・アイズ：アーサー・ハニカット
- ダッジ：ウィル・ライト
- クララ：マリリン・モンロー[4]